# Shreeram Abhyankar

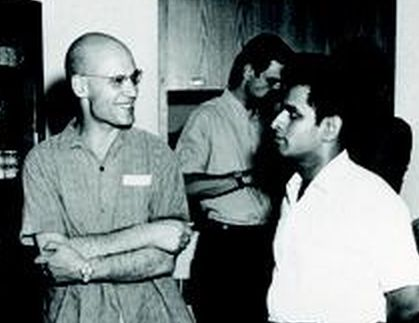
Abhyankar (rechts) mit Alexander Grothendieck in Montreal 1970

Shreeram Shankar Abhyankar (Marathi: श्रीराम शंकर अभ्यंकर, Śrīrām Śankar Abhyankar; * 22. Juli 1930 in Ujjain; † 2. November 2012 in West Lafayette, Indiana, Vereinigte Staaten) war ein indischer Mathematiker, der sich mit algebraischer Geometrie und Algebra beschäftigte.

## Leben
Shreeram Abhyankar studierte an der Universität von Bombay, wo er 1951 seinen Bachelor-Abschluss machte, sowie an der Harvard University, wo er 1952 graduierte und 1955 bei Oscar Zariski promoviert wurde (Local Uniformization on Algebraic Surfaces over Modular Ground Fields). Danach war er Associate Professor an der Johns Hopkins University und Professor an der Purdue University, wo er ab 1967 Marshall Distinguished Professor of Mathematics war. 1958 wurde er Sloan Research Fellow.
Abhyankar arbeitete beispielsweise über die Auflösung von Singularitäten, wo er in seiner Dissertation 1956 (Annals of Mathematics Band 63, S. 491) einen Beweis für algebraische Flächen über Körpern von Prim-Charakteristik gab (nachdem sein Lehrer Zariski schon den Beweis für Charakteristik 0, also über den komplexen Zahlen, gab). Ebenso bewies er 1966 die Auflösbarkeit für dreidimensionale algebraische Varietäten über Primkörpern der Charakteristik größer 5. Er war auch an Anwendungen der algebraischen Geometrie wie in CAD und Robotik interessiert und arbeitete über (inverse) Galoistheorie, Kombinatorik und die Theorie der Funktionen mehrerer komplexer Variabler.
Er ist für verschiedene Vermutungen bekannt, beispielsweise für eine nach ihm benannte Vermutung von 1957, die von Michel Raynaud und David Harbater 1994 gelöst wurde. In verschiedenen Aufsätzen unterstrich er die elementaren Aspekte der algebraischen Geometrie, die sich schon mit „High School Algebra“ lösen lassen.
1978 erhielt er den Chauvenet-Preis der AMS. 1998 wurde er Ehrendoktor der Universität Angers. Er war Mitglied der indischen Akademie der Wissenschaften und Fellow der American Mathematical Society. 1966 war er Invited Speaker auf dem ICM in Moskau (On the problem of resolution of singularities).
Zu seinen Doktoranden gehört Tzuong-Tsieng Moh.

## Schriften
- Lectures on Algebra. World Scientific 2006.
- Historical ramblings in algebraic geometry and related algebra. American Mathematical Monthly, Juni 1976. Erhielt den Lester Randolph Ford Award.
- Resolution of singularities of embedded algebraic surfaces. Academic Press, 1966, 2. Auflage Springer 1998, ISBN 3-540-63719-2.
- Algebraic Geometry for Scientists and Engineers. AMS 1990.
- Enumerative combinatorics of Young Tableaux. Dekker 1988.
- Local analytic geometry. Academic Press 1964.
- Geometric theory of algebraic space curves. Lecture Notes in Mathematics, Springer 1974.
- Weighted expansions for canonical desingularizations. Lecture Notes in Mathematics, Springer 1982.
- Lectures on expansion techniques in algebraic geometry. Tata Institut 1977.
- Three Ways of Measuring Distance, Three Orbits, Three Subdegrees, or the Great Theorems of Cameron and Kantor. Notices AMS, August 2002. (PDF-Datei; 330 kB)
- Galois theory on the line in nonzero characteristic. BAMS Band 27, 1992, S. 68–131.
- Resolution of singularities and modular Galois theory. BAMS 2001.